# Fraternità dei Santi Apostoli
La Fraternità dei Santi Apostoli (in latino: Fraternitas Sacerdotalis Sancti Apostoli) è stata una società di vita apostolica cattolica formata di sacerdoti e seminaristi. Venne fondata nel 2013 da monsignor André-Joseph Léonard, arcivescovo di Malines-Bruxelles, e basata sulla spiritualità di don Michel-Marie Zanotti-Sorkine, redattore della Carta. Il suo scopo era quello di ritornare all'identità sacerdotale e riportare alla fede tutti coloro che si erano allontanati dalla Chiesa. Nel 2016 fu sciolta provvisoriamente dal vescovo Jozef De Kesel. Tale decisione fu confermata da papa Francesco il 12 aprile 2018.

## Storia
Fu su richiesta dell'arcivescovo di Malines-Bruxelles, monsignor André-Joseph Léonard, che don Michel-Marie Zanotti-Sorkine redasse la Carta per la fondazione di un istituto di preti secolari. Il leitmotiv fu quello di tornare ai fondamenti, come indossare la tonaca, per rivalutare la presenza e la visibilità del sacerdote nella società. Padre Zanotti insistette anche sulla bellezza della liturgia, sull'importanza della confessione e sul ritorno alla pietà popolare, soprattutto mariana. Nella Carta, ai sacerdoti della fraternità veniva chiesto di non comportarsi come "ufficiali di chiesa", ma di uscire, di innovare e di usare ogni mezzo per trovare coloro che non vanno in chiesa, alla maniera degli apostoli.
Nel 2015 monsignor Léonard annunciò la sua intenzione di ritirarsi in una casa della Fraternità.
Il motto della Fraternità era "Mi sono fatto tutto per salvarne alcuni a tutti i costi" (1 Corinzi, IX).
La spiritualità sacerdotale di padre Zanotti sedusse molti giovani dei paesi francofoni, che entrarono in due seminari: a Namur, in Belgio, e a Bayonne, in Francia. I primi seminaristi della Fraternità ricevettero il diaconato il 14 febbraio 2014 e le prime ordinazioni sacerdotali ebbero luogo il 22 agosto successivo. Le cerimonie furono presiedute da monsignor Léonard, patrono della Fraternità. Ve ne furono diverse ogni anno, fino allo scioglimento, nel 2016.

## Scioglimento
Annunciata a giugno del 2016, lo scioglimento provvisorio della Fraternità entrò in vigore il 15 luglio 2016 per ordine di monsignor Jozef De Kesel, successore di monsignor Léonard. In una dichiarazione spiegò il motivo di questa decisione: "L'iniziativa è problematica. Il fatto che la maggior parte dei membri della Fraternità provenga dalla Francia, dove molte regioni soffrono di una crudele mancanza di sacerdoti, è una grave violazione della solidarietà tra i vescovi, sia di quelli del nostro paese che dei nostri vicini francesi".
Questa decisione provocò malcontento tra i fedeli della parrocchia servita dai sacerdoti della Fraternità. Seminaristi e preti vennero quindi rimandati nella loro diocesi di origine. Tuttavia, in una dichiarazione del 29 giugno 2016, l'arcivescovo Jozef De Kesel sospese il decreto di dissoluzione  e offrì a una delle diocesi della Francia di farsi carico della Fraternità. Oggi ci sarebbe una diocesi che sarebbe stata studiata per accogliere la Fraternità.
Alcuni laici depositarono un appello al Supremo tribunale della Segnatura apostolica. A esso si oppose il cardinale Beniamino Stella, prefetto della Congregazione per il clero. La Fraternità fu definitivamente sciolta da papa Francesco il 12 aprile 2018.

## Attività e diffusione
Nel 2014, quattro giovani sacerdoti della Fraternità vennero inviati nella chiesa di Santa Caterina a Bruxelles, chiusa al culto da tempo e soggetta al rischio di demolizione. La spettacolare rinascita della parrocchia è indubbiamente dovuta al dinamico ministero di questi giovani sacerdoti. Molto apprezzati, la loro partenza prevista dopo lo scioglimento della Fraternità provocò il malcontento dei media nei confronti dei fedeli. Monsignor De Kesel permise loro di continuare il loro ministero per qualche tempo.
Nel 2016 la Fraternità consisteva di 6 sacerdoti, un diacono e 20 seminaristi. I sacerdoti vennero poi inviati nelle parrocchie di diverse diocesi del Belgio e della Francia, tra cui Bayonne e Malines-Bruxelles.